# Kardinaalsring
De kardinaalsring is een symbool van de waardigheid van de kardinaal, die sinds de negende eeuw een van de insignes van de kardinaal is en bedoeld is om de trouw aan de Kerk te symboliseren.

## Uiterlijk en betekenis
De kardinaalsring is een speciaal type bisschopsring, die er in veel opzichten op lijkt, maar aan de binnenkant een gravure heeft in de vorm van het wapen van de paus die hem schonk.
De ring is gemaakt van goud of verguld zilver en was vroeger versierd met een saffier, robijn of smaragd, terwijl aan de binnenkant het wapen staat van de paus die de kardinaal benoemde. De massief gouden kardinaalsring, gekozen door Johannes Paulus II, was niet versierd met een edelsteen, maar droeg aan de buitenkant de scène van de kruisiging van Jezus Christus. Tijdens het consistorie van 18 februari 2012 werd door paus Benedictus XVI een aanpassing van de kardinaalsring gepresenteerd. Aan de buitenkant zijn de apostelen Petrus en Paulus afgebeeld en een ster die symbool staat voor de Heilige Moeder Gods.
De ring wordt uitgereikt aan de onlangs gecreëerde kardinaal tijdens een speciale ceremonie tijdens het consistorie, ter ere van zijn vereniging met de Heilige Stoel, met de woorden: "Ontvang deze ring uit de handen van Petrus en weet dat, samen met de liefde van de Prins der Apostelen, uw liefde voor de Kerk wordt versterkt. De ring wordt aan de vierde vinger van de rechterhand gedragen in plaats van de bisschopsring.

## Trivia
Het is niet verplicht de ring te dragen en veel kardinalen geven de voorkeur aan het dragen van een eigen ring.
Op Goede Vrijdag wordt de ring volgens de regels van de Rooms-Katholieke Kerk, net als de bisschopsring, niet gedragen. Een kardinaal die tot paus is gekozen, krijgt bij de pauselijke inhuldiging een vissersring in plaats van een kardinaalsring. Paus Benedictus XVI gaf na zijn verkiezing zijn kardinaalsring aan de Zwarte Madonna, het wonderbaarlijke beeld van Altötting, in 2006 tijdens zijn bezoek aan Duitsland.